# ま、いいや
「ま、いいや」は 2013年1月23日にユニバーサルシグマから発売されたクレイジーケンバンド16枚目のシングル。

## 概要
「不良俱楽部」から1年ぶりのシングルは映画主題歌で、アルバム『FLYING SAUCER』からの先行シングル。MVは、発売当初から長年ショートヴァージョンのみアップされていたが、発売から10年を経てフルヴァージョンが解禁された。

## 収録曲
作詞・作曲：横山剣　編曲：横山剣/小野瀬雅生（特記以外）
1. ま、いいや(4:17)[1]
  - 映画『つやのよる ある愛に関わった、女たちの物語』主題歌
  - 作詞：横山剣/行定勲[4]。
2. SOUL BROTHER(3:14)[1]
3. eye catch -夏･15秒-(0:23)[1]
4. CRAZY KEN BAND's Information(6:15)[1]
5. ま、いいや（KARAOKE）(4:17)[1]
6. SOUL BROTHER（KARAOKE）(3:18)[1]